# Libohova
Libohova – miasto w Albanii, w okręgu Gjirokastra. W 2001 r. miasto to zamieszkiwało 2 307 osób.

## Zabytki
- Kościół Najświętszej Marii Panny (jedna z najstarszych świątyń w Albanii)